# Comté de Simpson (Kentucky)
Pour les articles homonymes, voir Comté de Simpson.
Le comté de Simpson est un comté situé dans l'État du Kentucky aux États-Unis. Son siège est Franklin. Lors du recensement de 2010, sa population était de 17 327 habitants. 

## Histoire
Fondé en 1819, le comté a été nommé d'après John Simpson, un officier du Kentucky mort durant la guerre anglo-américaine de 1812.